# Pierre-Gaspard Chaumette

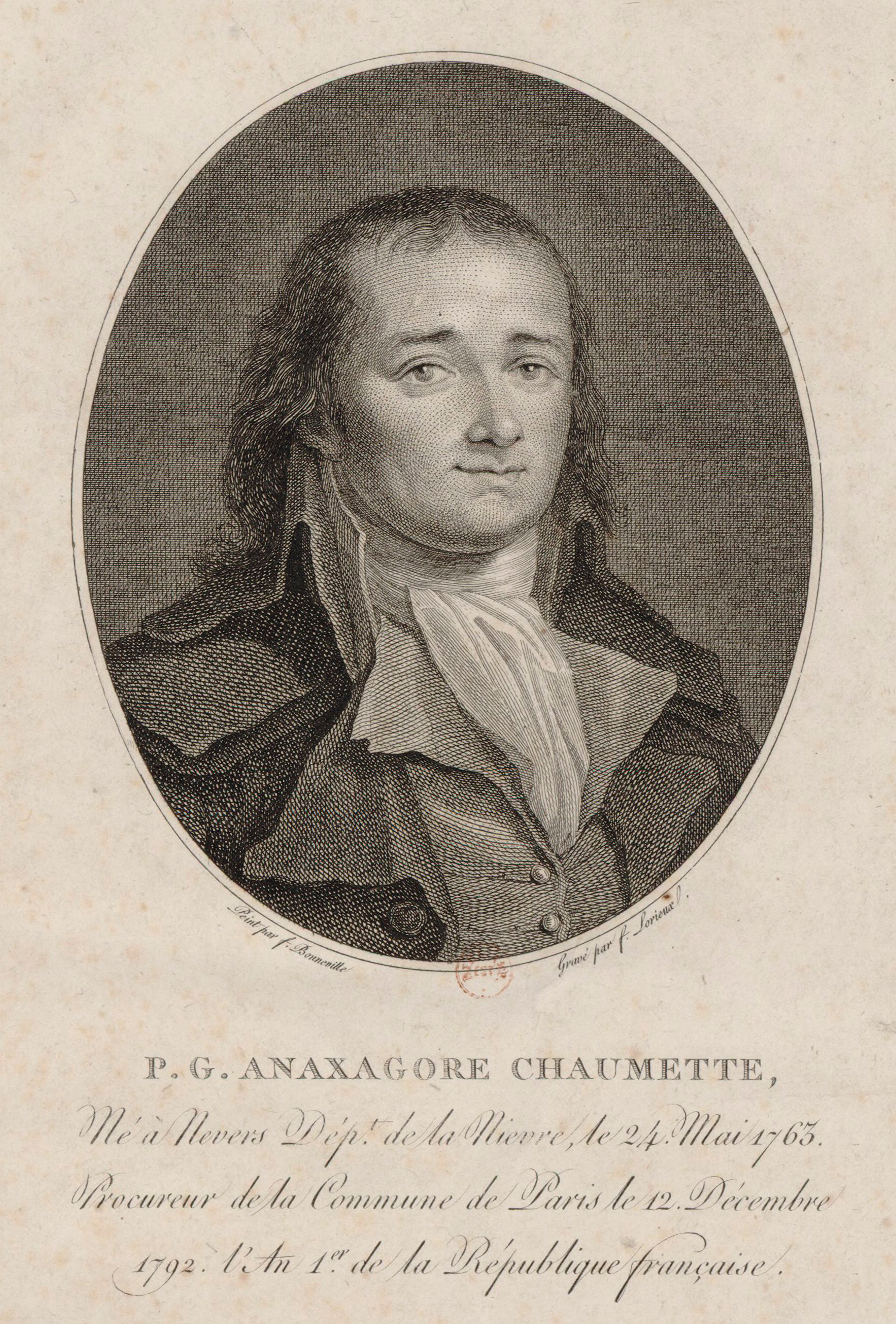
Pierre Gaspard Chaumette
Grafik von François Bonneville

Pierre-Gaspard Chaumette (* 24. Mai 1763 in Nevers, Frankreich; † 13. April 1794 in Paris) war ein einflussreicher Politiker während der Französischen Revolution am Ende des 18. Jahrhunderts.

## Leben
Pierre-Gaspard Chaumette war der Sohn eines Schuhmachers, bei dem er zuerst auch arbeitete; anschließend fuhr er für mehrere Jahre zur See. 1789 studierte er Medizin in Paris, nach Ausbruch der Revolution wurde er als Redakteur für die Zeitung Révolutions de Paris und als Schreiber für den politischen Club des Cordeliers tätig. Chaumette schwang sich zum Wortführer der verarmten Vorstädte auf und entwickelte insbesondere nach der gescheiterten Flucht des Königs nach Varennes und dem Massaker auf dem Marsfeld radikal-revolutionäre Positionen. 1792 bereitete er mit anderen den Tuileriensturm vor und wurde procureur (Sekretär) der aufständischen commune (Gemeindeverwaltung) von Paris. Während der Septembermassaker war er als Regierungskommissar im Calvados abwesend. Er agitierte bei den Pariser Sansculotten gegen gemäßigte Parteien wie die Girondisten. Die Errichtung des Revolutionstribunals zur Verfolgung konterrevolutionärer Umtriebe geht im Wesentlichen auf ihn zurück.
Als Zeichen des Bruchs mit der Vergangenheit legte er sich den Namen Anaxagoras zu. Sein grundsätzlicher Egalitarismus äußerte sich beispielsweise im Vorschlag, dass jedermann wie das einfache Volk nur Holzschuhe tragen und Kartoffeln essen dürfte. Die Kirche galt Chaumette als Sinnbild der von ihm abgelehnten alten Ordnung, so dass er sich besonders für die Entchristianisierung engagierte und den Kult der Vernunft förderte. Als Generalprokurator von Paris forderte er 1794, dass es künftig bei Begräbnissen keine Unterschiede von Reichen und Armen geben solle.
Er stand der Gruppierung der Hébertisten nahe, war aber etwas gemäßigter. Als einer der Führer der Pariser Kommune wandte er sich gegen die Aufrufe der Hebertisten im Frühling 1794, „die neue Tyrannei“ (des Robespierres) zu stürzen. Jedoch wurde Chaumette später selbst hingerichtet, da Maximilien de Robespierre seine Popularität und atheistische und radikal sozialrevolutionäre Politik als innen- und außenpolitische Bedrohung für Frankreich ansah. Wegen seiner Freundschaft mit dem deutsch-holländischen Immigranten Anacharsis Cloots verdächtigte man Chaumette zudem, ein ausländischer Agent zu sein.